# Kostel svatého Petra a Pavla (Struhy)
Hřbitovní kostel svatého Petra a Pavla ve Struhách je raně barokní stavba z konce 17. století. Nachází se na mírném návrší uprostřed obce. Od roku 1958 je kostel, márnice a areál bývalého hřbitova chráněn jako kulturní památka České republiky.

## Historie
Poprvé je existence kostela ve Struhách doložena roku 1362. Až do husitských válek byl kostelem farním. K roku 1650 byl kostel uváděn jako vyhořelý. Současný kostel byl postaven na konci 17. století. Podoba věže pochází z přestavby roku 1826.

## Popis

### Architektura
Kostel je orientovaný, jednolodní, obdélný, s půlkruhově uzavřeným presbytářem a hranolovou třípatrovou věží krytou stanovou střechou v západním průčelí. Loď je zastřešena sedlovou střechou, presbytář poloviční valbou. Interiér je sklenut křížovou klenbou, v presbytáři bez žeber. Ze severní strany je připojena sakristie. Vstup do kostela je od západu z předsíně v podvěží.

### Rozměry
Loď je dlouhá 12 m, široká 6 m a vysoká 7,45 m. Presbytář je dlouhý 7,3 m a vysoký 7,25 m. Vítězný oblouk je vysoký 5,66 m. Výška věže je 15,65 m.

### Vybavení
Zařízení pochází zčásti z kostela svatého Havla v Kuřívodech. Většina zařízení pochází z druhé poloviny 18. století.
- Portálový hlavní oltář, raně barokní, kol. r. 1700, přenesený z Kuřívod, s novodobým obrazem sv. Havla a barokním obrazem Nejsvětější Trojice.[1] Původní oltář byl barokní z roku 1773 s obrazem sv. Petra a Pavla a sochami sv. Václava a sv. Víta.[3]
- Barokní (gotizující) řezba poprsí P. Marie datovaná po r. 1700[1]
- Obraz sv. Petra a Pavla od nymburského malíře[3] V. Kramolína z roku 1773[1]
- Dřevěná kruchta z 2. pol. 19. stol.[4]

## Okolí kostela
Součástí areálu je márnice v jihovýchodní části hřbitova, barokní hřbitovní brána zdobená pískovcovými vázami a kamenný kříž před branou.

## Galerie

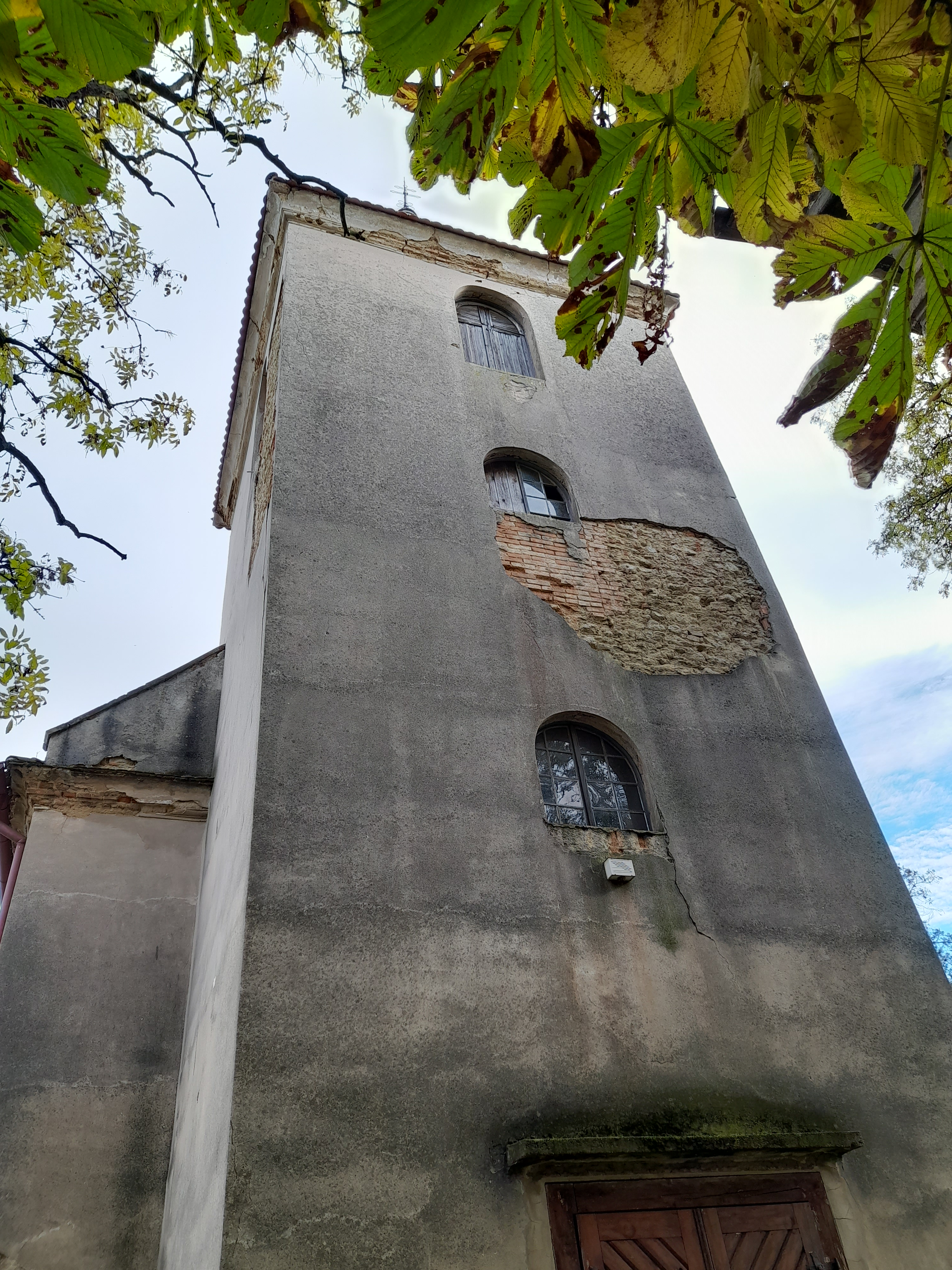
Věž v západním průčelí
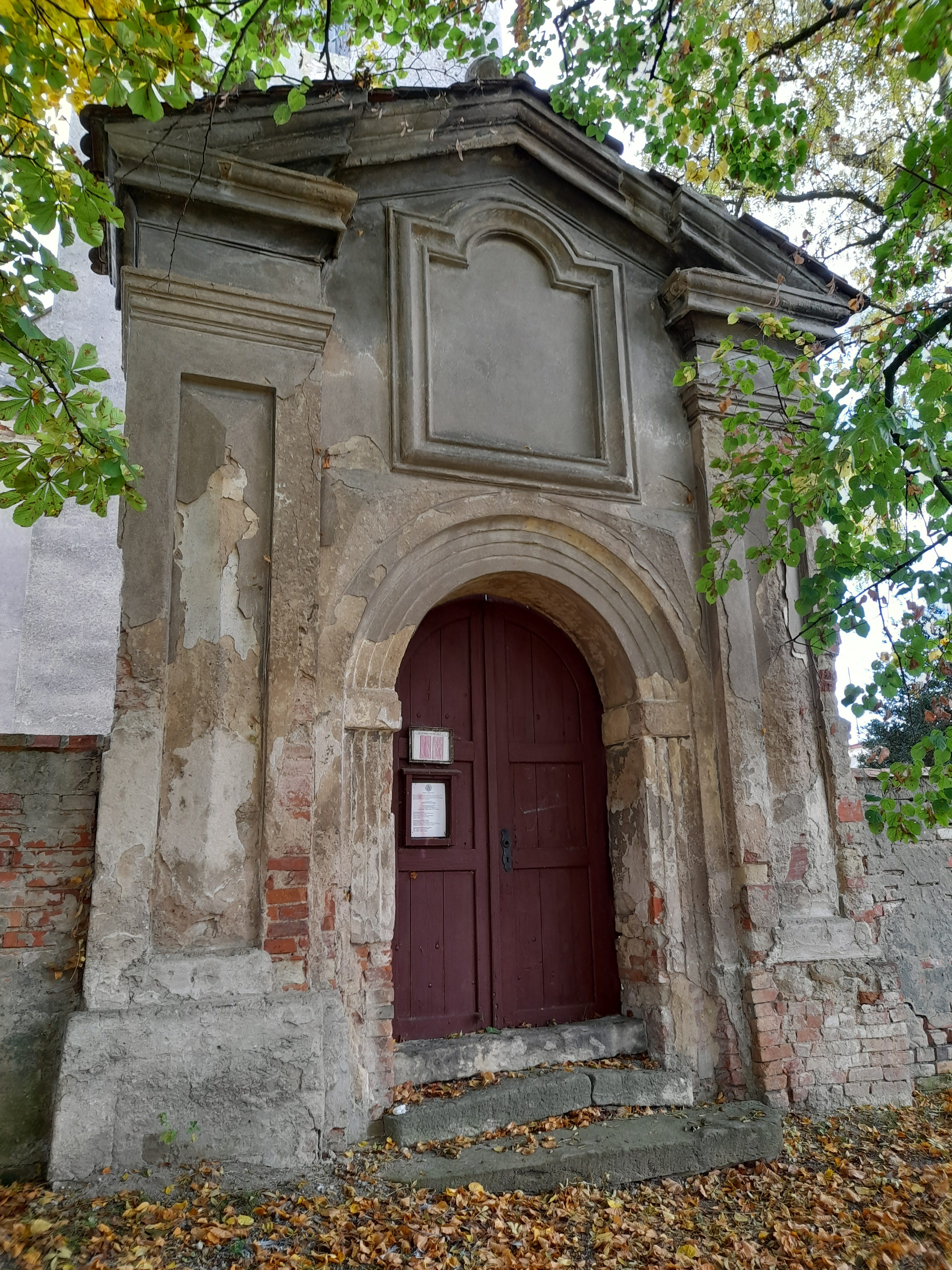
Barokní hřbitovní brána